# Hartwig (cratera marciana)
Hartwig é uma cratera de impacto no quadrângulo de Argyre, em Marte. Ela se localiza a 39º latitude sul e 16º longitude oeste, possui 105 km de diâmetro e recebeu este nome em honra a Ernst Hartwig, um astrônomo alemão.